# Viola dombeyana
Viola dombeyana DC. ex Ging. – gatunek roślin z rodziny fiołkowatych (Violaceae). Występuje naturalnie w Kolumbii, Ekwadorze i Peru. 

## Morfologia
PokrójBylina dorastająca do 5–12 cm wysokości, tworzy kłącza.
LiścieBlaszka liściowa ma kształt od owalnego do okrągławego lub podługowatego. Mierzy 1–2 cm długości, jest karbowana na brzegu, ma sercowatą nasadę i ostry wierzchołek. Ogonek liściowy jest nagi i ma 20 mm długości. Przylistki są pierzaste.
KwiatyPojedyncze, wyrastające z kątów pędów. Mają działki kielicha o owalnym kształcie. Płatki są odwrotnie jajowate i mają fioletową barwę, dolny płatek posiada obłą ostrogę o długości 7 mm.
OwoceTorebki mierzące 5 mm długości, o jajowatym kształcie.